# Aécio Coelho
Aécio Morrot Coelho (, 3 de maio de 1925 — , 14 de março de 1984) foi um  militar e desportista (pentatleta e ginete) brasileiro.

## Carreira
Aécio Coelho representou o Brasil nos Jogos Olímpicos de 1948, em Londres, quando ocorreu a primeira participação de uma equipe de Concurso Completo de Equitação (CCE). A delegação era formada somente por militares. Nessa Olimpíada ficou na 30ª posição no individual, e 7ª no CCE individual, o melhor resultado olímpico individual obtido até hoje por um cavaleiro brasileiro. Nessa mesma edição olímpica, competiu no pentatlo moderno.
Era coronel do Exército.